# Lijst van rijksmonumenten in Barendrecht
Onderstaande tabel geeft een overzicht van de 19 rijksmonumenten in de plaats Barendrecht, hieronder een overzicht. 
| Object | Oorspronkelijke functie?  | Bouwjaar               | Architect      | Locatie                 | Coördinaten?                  | Nr.?   | Afbeelding |
| --- | ------------------------- | ---------------------- | -------------- | ----------------------- | ----------------------------- | ------ | --- |
| Pendrechtse Molen | Industrie- en poldermolen | 1731                   |                | Charloise Lagedijk 364  | 51° 51' 60" NB, 4° 29' 36" OL | 32938  | Meer afbeeldingen |
| Boerderij Vrijenburg: hoofdonderdeel | Boerderij                 | ca. 1880               |                | Voordijk 464            | 51° 51' 24" NB, 4° 29' 47" OL | 520875 | Upload foto |
| Boerderijcomplex Vrijenburg: wagenschuur | Boerderij                 | ca. 1880               |                | Voordijk bij 464        | 51° 51' 24" NB, 4° 29' 47" OL | 520876 | Upload foto |
| Boerderij van het dwarsdeeltype en tuinkoepel | Boerderij                 | 1910                   |                | Dorpsstraat-Oost 27     | 51° 51' 8" NB, 4° 32' 31" OL  | 520877 | Boerderij van het dwarsdeeltype en tuinkoepel |
| Watertoren | Nutsbedrijf               | 1912                   | Roelof Kuipers | Dorpsstraat 152         | 51° 51' 30" NB, 4° 32' 1" OL  | 520878 | Meer afbeeldingen |
| Hoeve Dorpszicht | Boerderij                 | 1770                   |                | Dorpsstraat 177         | 51° 51' 31" NB, 4° 31' 51" OL | 520879 | Meer afbeeldingen |
| Tuinkoepel | Boerderij                 |                        |                | Dorpsstraat-Oost bij 27 | 51° 51' 8" NB, 4° 32' 31" OL  | 525005 | Tuinkoepel |
| Hoeve "Dijkzicht" | Boerderij                 | 18e eeuw               |                | Achterzeedijk 48        | 51° 50' 8" NB, 4° 31' 50" OL  | 8597   | Meer afbeeldingen |
| Hoeve van het Vlaamse middenlangsdeeltype, woonhuis en stal onder rieten dak                                                                      | Boerderij                 | 18e eeuw               |                | Carnisseweg 54          | 51° 51' 30" NB, 4° 30' 37" OL | 8598   | Meer afbeeldingen |
| Pand waarvan de gevel ingezwenkte zijkanten en een houten kroonlijst heeft                                                                        | Woonhuis                  | eerste helft 19e eeuw  |                | Doormanplein 6          | 51° 51' 27" NB, 4° 31' 59" OL | 8599   | Meer afbeeldingen |
| Woonhuis van een boerderij met ingezwenkte gevel en achterhuis met puntgevel, erkerkamer met schilddak                                            | Woonhuis                  | 17e/19e eeuw           |                | Dorpsstraat 141         | 51° 51' 28" NB, 4° 32' 1" OL  | 8600   | Meer afbeeldingen |
| Waalesteyn | Woonhuis                  | begin 19e eeuw         |                | Dorpsstraat 142         | 51° 51' 28" NB, 4° 32' 3" OL  | 8601   | Meer afbeeldingen |
| Dorpskerk | Kerk en kerkonderdeel     | 1512                   |                | Dorpsstraat 148         | 51° 51' 29" NB, 4° 32' 3" OL  | 8602   | Meer afbeeldingen |
| Boerderij van het Vlaamse middenlangsdeeltype | Boerderij                 | derde kwart 19e eeuw   |                | Dorpsstraat 168         | 51° 51' 33" NB, 4° 31' 59" OL | 8603   | Meer afbeeldingen |
| Boerderij met woonhuis onder pannen zadeldak met puntgevel. Grote, gepotdekselde schuur met rieten dak, dat boven de luiken vijf keer is opgewipt | Boerderij                 | 1820                   |                | Noldijk 126             | 51° 50' 29" NB, 4° 33' 44" OL | 8605   | Boerderij met woonhuis onder pannen zadeldak met puntgevel. Grote, gepotdekselde schuur met rieten dak, dat boven de luiken vijf keer is opgewipt |
| Boerderij onder rieten zadeldak met puntgevel op het midden der lange zijde aan de dijk. Vlechtingen en sierankers. Vensters met negenruitsramen  | Boerderij                 | 17e eeuw               |                | Noldijk 181-183         | 51° 50' 11" NB, 4° 33' 29" OL | 8606   | Meer afbeeldingen |
| Westerhoeve | Boerderij                 | eerste helft 19e eeuw  |                | Voordijk 388            | 51° 51' 28" NB, 4° 30' 28" OL | 8608   | Meer afbeeldingen |
| Boerderij met puntgevel met 12-ruits-schuiframen                                                                                                  | Boerderij                 | 1728 1650 (gevelsteen) |                | Voordijk 412-414        | 51° 51' 24" NB, 4° 30' 12" OL | 8609   | Meer afbeeldingen |
| Boerderij met rieten wolfdak en in de voorgevel vensters met halve kruiskozijnen en luiken                                                        | Boerderij                 | einde 17e eeuw         |                | Ziedewijdsedijk 63      | 51° 50' 49" NB, 4° 33' 6" OL  | 8610   | Meer afbeeldingen |
| Terrein met daarin bewoningssporen uit het Midden-Neolithicum.                                                                                    | Archeologisch monument    | Midden-Neolithicum     |                | Koedood bij 2           | 51° 50' 30" NB, 4° 30' 21" OL | 529084 | Upload foto |